# Alcolea del Pinar
Alcolea del Pinar és una localitat i municipi de la província de Guadalajara, en la comunitat autònoma de Castella-la Manxa. Té un àrea de 113,68 km² amb una població de 336 habitants (INE 2016) i una densitat de 3,06 hab/km². A part de la capital municipal inclou els nuclis de Cortes de Tajuña, Garbajosa, Tortonda i Villaverde del Ducado.

## Entitats de població
| Entitats de població  | Habitants (2015) |
| --------------------- | ---------------- |
| Alcolea del Pinar     | 343              |
| Cortes de Tajuña      | 19               |
| Garbajosa             | 11               |
| Tortonda              | 28               |
| Villaverde del Ducado | 33               |

## Demografia
El municipi, que té una superfície de 113,68 km², compte segons el padró municipal del 2017 de l'INE amb una població de 328 habitants i una densitat de 2,89 hab./km².
| Gràfica d'evolució de Alcolea del Pinar entre 1991 i 2017 |
|                                                           |
| Font ISTAT - elaboració gràfica de Wikipedia              |

## Comunicacions
Està situada al costat de l'Autovia A-2, en el km 135, entre Guadalajara i Zaragoza.

## Llocs d'interès
- Església parroquial de Nuestra Señora del Rosario, del s. XIX.
- Casa de Pedra, habitatge excavat en una roca d'arenisca realitzada per "Lino Bueno", a principis del s. XX.[2] L'obra va trigar a realitzar-la disset anys segons informava el diari L'Imparcial de l'11 de gener de 1925, es va realitzar a cop de pic, il·luminant-se amb teies enceses fins a aconseguir diverses habitacions, el motiu no era altre que la manca de recursos per llogar un habitatge.[3]
- Museu del Ciment, amb escultures realitzades amb ciment i ferro per Máximo Rojo.[2]
- Galeria d'art d'Antonio García Perdices.